# 杢元良輔
杢元 良輔（もくもと りょうすけ、1987年7月7日 - ）は、日本のチアリーディング選手。チアリーディング日本代表、2009年チアリーディング世界選手権大会金メダリスト。麻宮 良太（あさみや りょうた）名義で芸能活動も行っている。宮崎県宮崎市出身。

## 来歴
1987年生まれ。祖母 西勝子のいとこに1960年ローマオリンピック選手の内野重昭（近代五種競技）を持つ。2006年 宮崎県立宮崎大宮高等学校卒業、2011年 早稲田大学人間科学部を卒業。和敬塾北寮出身。

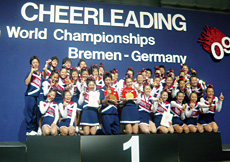
2009世界大会日本代表男女混成チーム

早稲田大進学後にチアリーディング競技を開始し、USAナショナルズチアリーディング優勝などの成績を残した。その後、社会人チーム「レグラス」に入団し活動、2009年、チアリーディング日本代表に選出され、チアリーディング世界選手権大会に出場。金メダル獲得の快挙を成し遂げた。
早稲田大学男子チアリーディング部（SHOCKERS）ではキャプテンを務める。抜群のジャンプ力が持ち味。

## 主な成績
- 2009年世界選手権（ドイツ ブレーメン）優勝[1]
- 2023年世界選手権（米国フロリダ　デイズニーランド）優勝

## 芸能活動
- 2011年1月2日　TBSで放送されたSASUKE 第26回に出場　『ローリングエスカルゴ初制覇者』の栄冠獲得[2]
- 2013年6月　三ツ星キッチンミュージカル『Tomorrow』全国ツアー　「麻宮良太」名義で役者デビュー
- 2014年3月　千葉県船橋市市政映画『船橋の魅力第5話～子どもを育てる～』主演[3]